# Wadi al-Seer
Wadi Al-Seer  sau Wadi as-Seer" (în arabă: االي اللير, însemnând "Valea Livezilor") este o zonă din municipalitatea Greater Amman numită după o regină preistorică care a condus zona, Regina Seer. Se compune din zece cartiere, dintre care unele sunt rezidențiale, altele comerciale sau ambele.

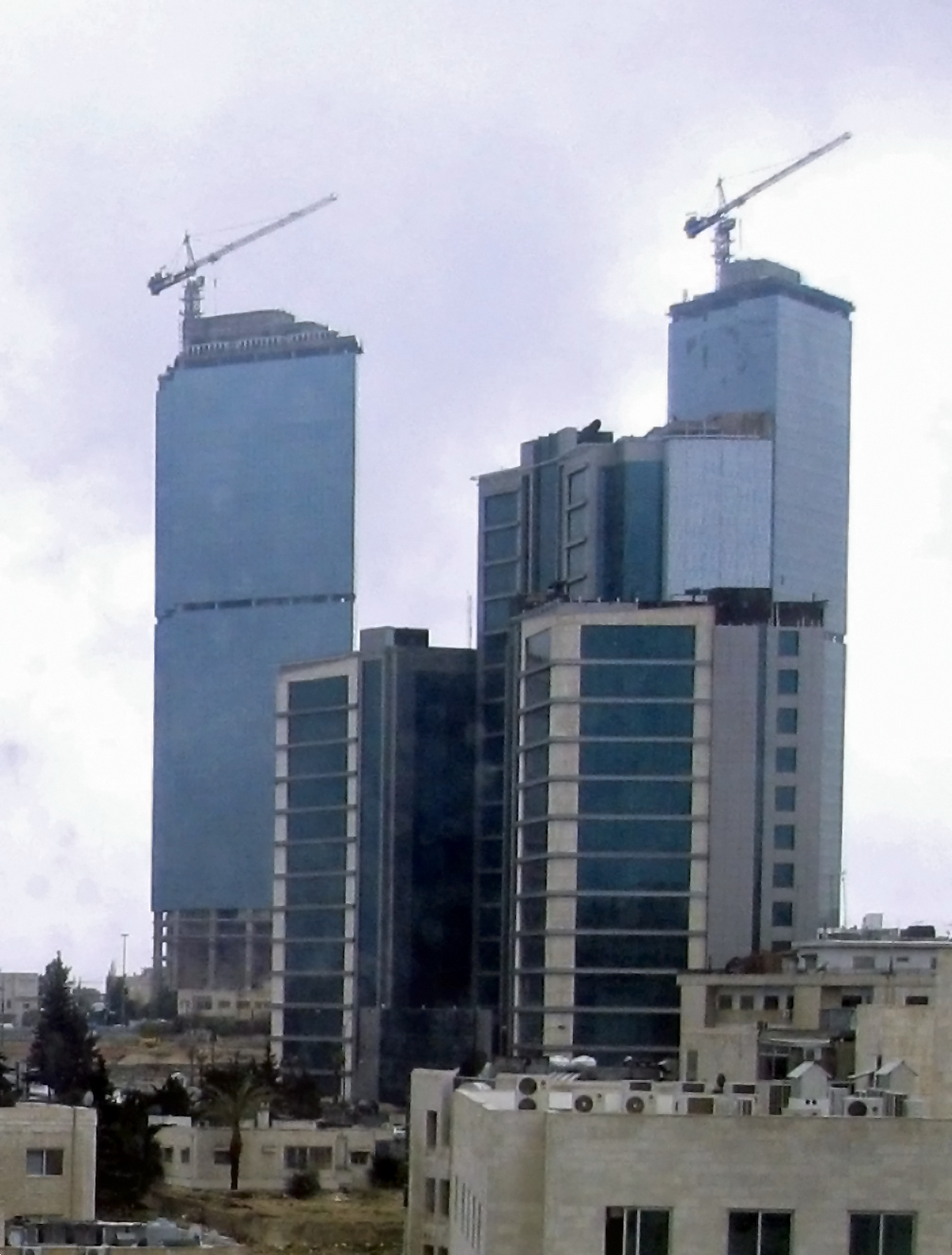
Jordan Gate Towers

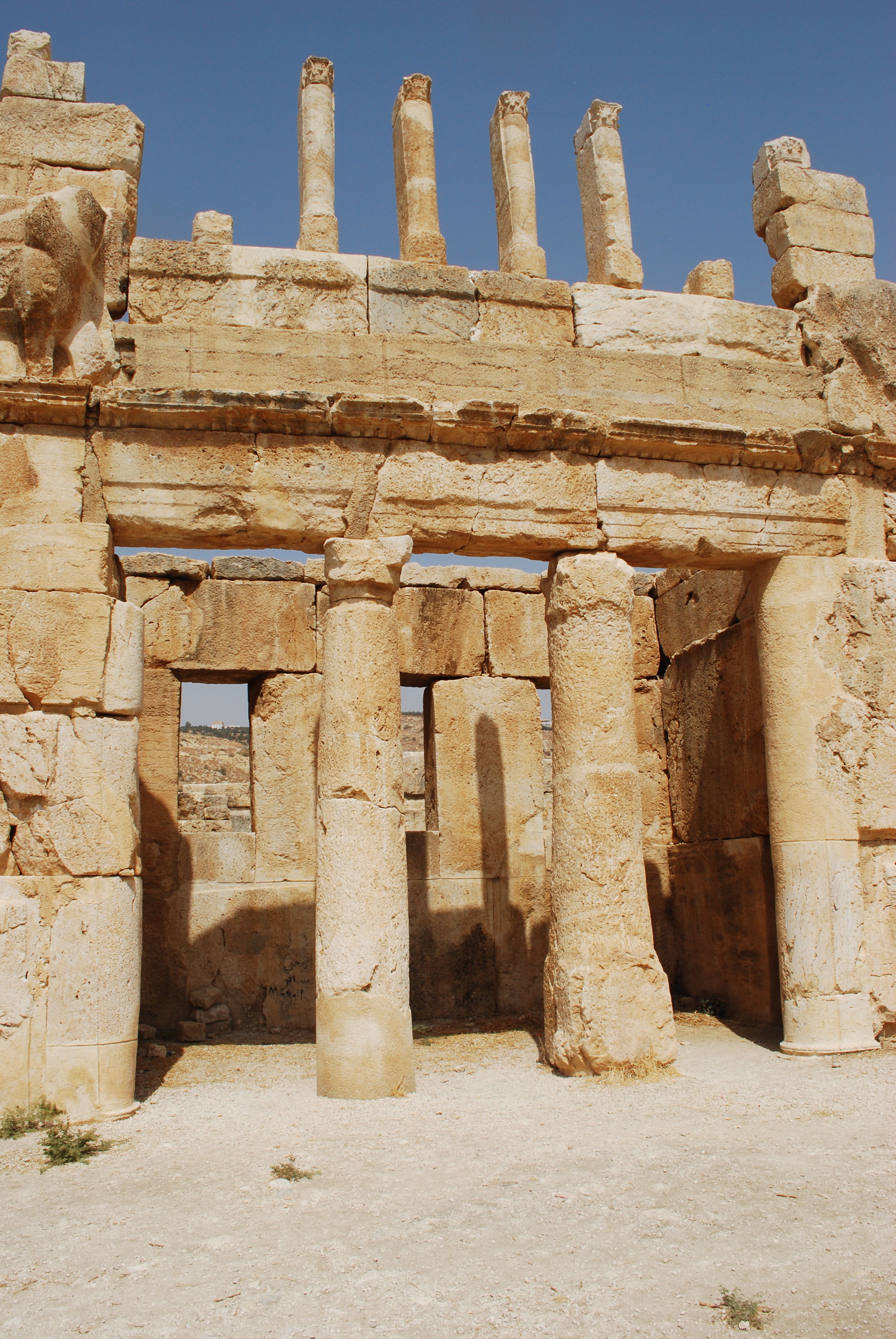
Castelul elenistic Qasr al-Abd

## Cartiere
Districtul Wadi Al-Seer conține zece cartiere; Al-Rawabi, Swefieh, Jandaweel, Al-Rawnaq, Al-Sahl, Al-Diyar, Bayader, Al-Sina'a, Al-Kursi și umm vest Uthaina.